# Francesco Beccaruzzi
Francesco Beccaruzzi (Conegliano, 1492-1493 – Treviso, 1562-1563) è stato un pittore italiano.

## Biografia

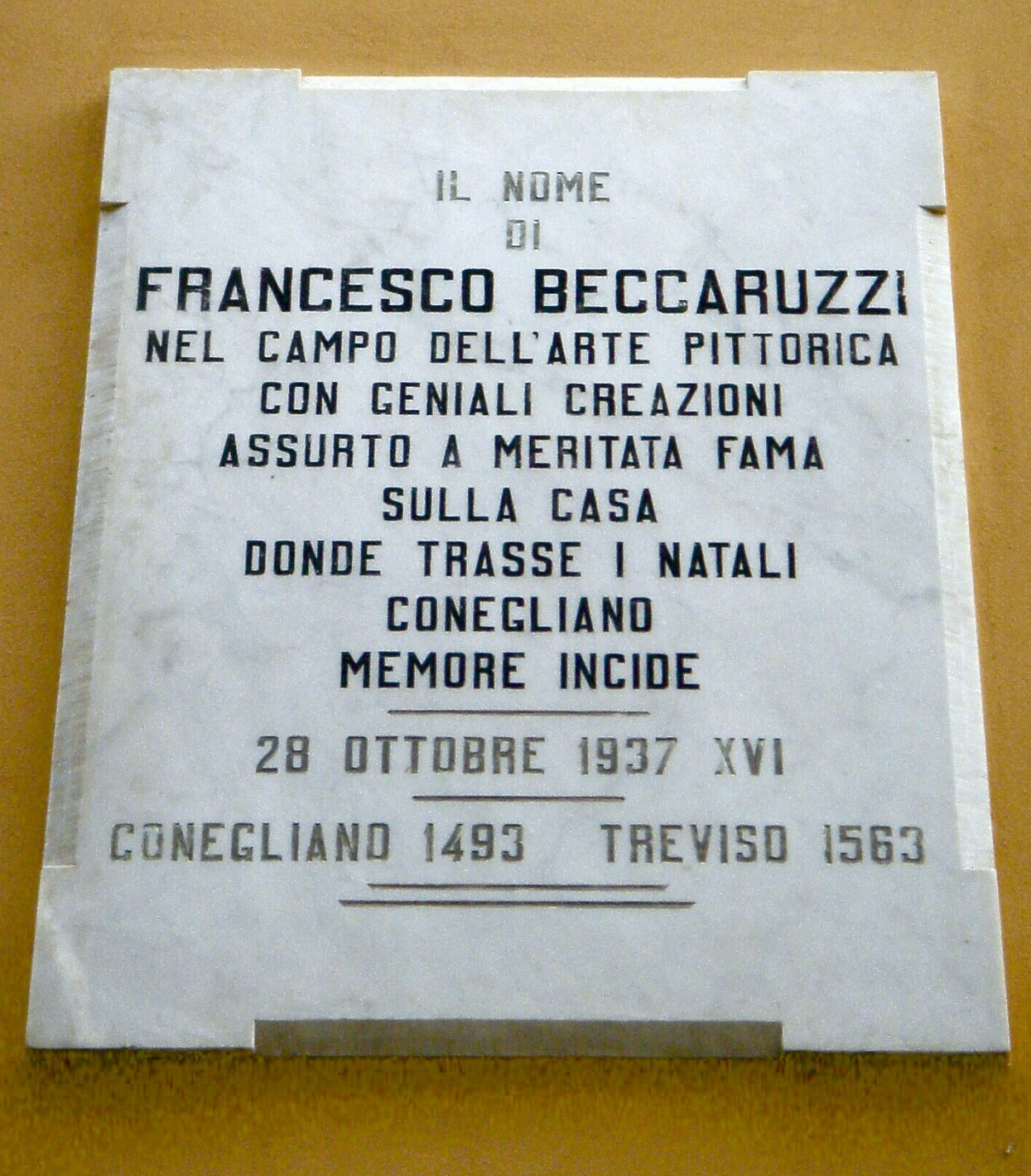
Lapide commemorativa della casa di Beccaruzzi

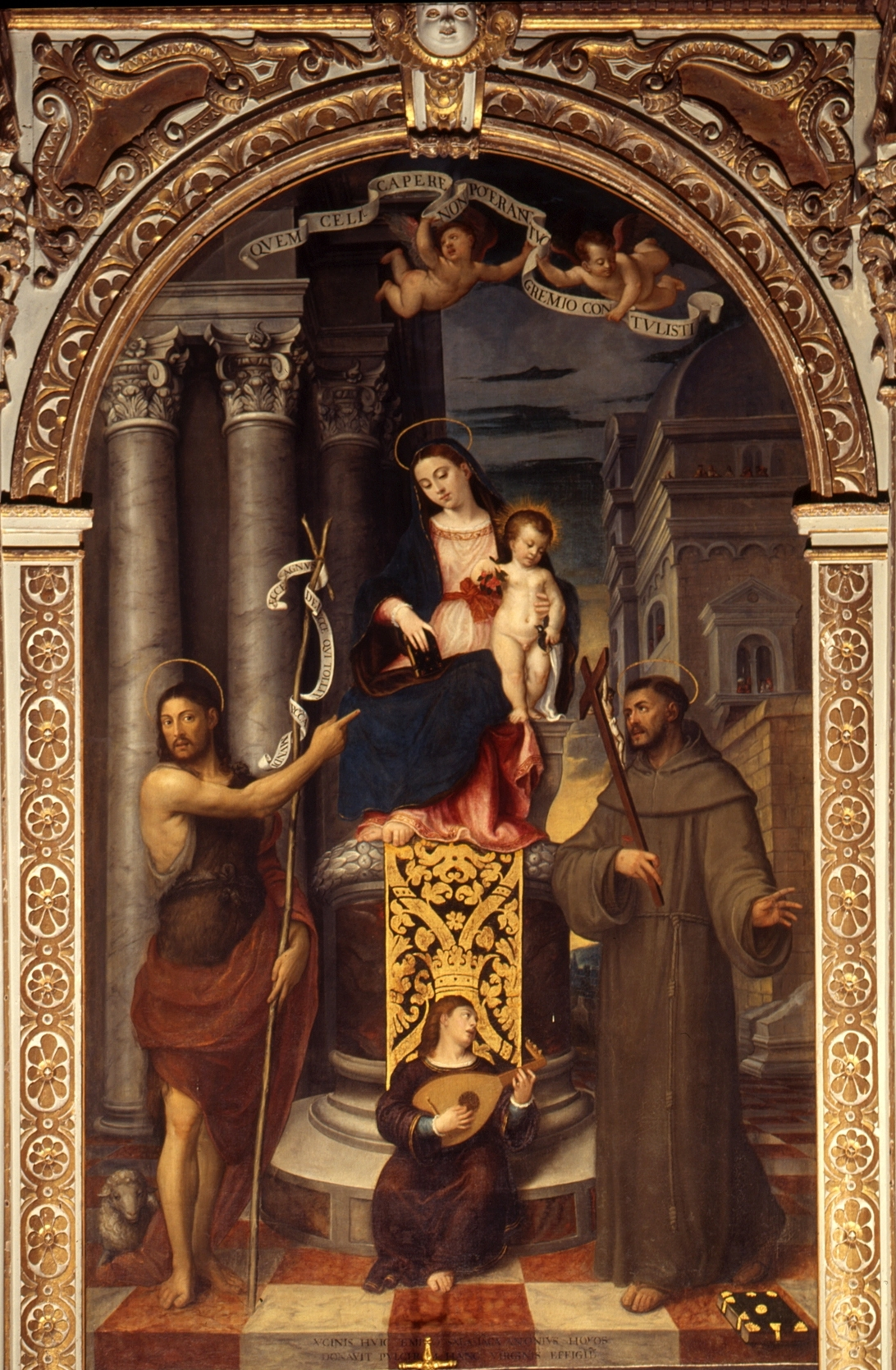
Madonna col Bambino in trono tra i santi Giovanni Battista e Francesco, 1504.

Il pittore coneglianese effettuò dapprima un tirocinio nella bottega di Cima da Conegliano ed in seguito continuò l'attività sotto la guida del Pordenone, che lo condusse a Treviso per i lavori artistici da svolgersi presso una cappella del Duomo. Del periodo di collaborazione con Pordenone è sopravvissuto, in particolare, l'Incontro di Gioacchino e Anna.
Svolse tuttavia la maggior parte della sua attività a Conegliano. 
Non mancarono le influenze artistiche veneziane del Tintoretto e di Palma il Vecchio, evidenti in alcune opere, come in Ritratto di giovane donna.
Durante la fase artistica matura, Beccaruzzi si accostò a Tiziano e grazie a questa derivazione realizzò San Francesco che riceve le stimmate, opera che molti critici ritengono la più riuscita per l'impostazione, per il cromatismo e per il connubio delle diverse influenze.
Nell'ultimo periodo artistico, Beccaruzzi si ispirò allo stile del Veronese, di cui diede dimostrazione nello Sposalizio di santa Caterina.
La sua casa natale è situata nel centro storico di Conegliano, dove confina con il convento di San Francesco  al numero civico 17 della via a lui dedicata. 
Casa Beccaruzzi è oggi sede dell'ANA di Conegliano.

## Opere principali
- San Marco tra San Leonardo e Santa Caterina d'Alessandria, pala del Duomo di Conegliano
- San Francesco riceve le stimmate e i Santi, pala del Duomo di Conegliano
- Resurrezione di Cristo, affresco della chiesa parrocchiale di Campolongo (Conegliano)
- Madonna col Bambino fra le sante Giustina e Caterina d'Alessandria, pala della chiesa di Santa Giustina di San Fior di Sotto
- Madonna col Bambino in trono tra i santi Giovanni Battista e Francesco, chiesa di Santa Maria delle Grazie, Conegliano
- Incontro tra Gioacchino ed Anna, Duomo di Castelfranco Veneto
- Madonna col Bambino in trono tra sant'Elena e san Tiziano, (1545), chiesa parrocchiale di S. Elena, Scomigo
- Madonna col Bambino tra i santi Pietro e Paolo, Sebastiano, Rocco, Caterina d'Alessandria e Giovanni Battista, (1540), chiesa parrocchiale di Mareno di Piave (TV)
- Assunzione della Beata Vergine con i 12 Apostoli (1544), pala del Duomo di Santa Maria Assunta di Valdobbiadene (TV)